# Ламисо
Ламисо (крај IV века н. е). Пошто је Агелмунд наредио да се дечак по сваку цену спаси, наредио да се храни чудноватом биљком коју Лангобарди зову „лама“, па је отуд потекло и његово име Ламисо. Чим је одрастао наследио је престо од Агелмунда који је погинуо у борби против бугарских племена.
У то време, Ламисо се морао суочавати са још већим нападима Бугара. После ових ратова, Ламисо је средио прилике у држави и узвратио Бугарима новим ратом. Међутим, у одсудном нападу, већина Лангобарда је одбила да се бори и напустила Ламиса. Овај призор је толико потресао вођу да је на крају заплакао. Ипак, Ламисо је поново напао Бугаре, након чега је изенада умро. 